# La Manyana TV
La Manyana TV era un canal local de televisió de les comarques de Lleida que va emetre des del 2003 fins al 2010.
A partir de 2010 s'adjudicà la seva freqüència al canal català amb qui va arribar en un acord per poder-hi emetre la seva programació. Així passa a ser Canal Català La Manyana TV.
A partir del 28 de febrer de 2014 Canal Català La Manyana TV va arribar a un acord amb El Punt Avui perquè pugues emetre la seva televisió. I així va passar a ser El Punt Avui TV.

## Refundació
Amb els moviments de freqüències que està fent Teve.cat (canal que ocupa la freqüència que ocupava anteriorment La Manyana TV). Hi ha rumors de què el canal La Manyana TV podria tornar a emetre novament a la comarca del Segrià.